# هيديتو سوزوكي
هيديتو سوزوكي (鈴木秀人) (ولد 7 أكتوبر 1974) هو لاعب كرة قدم ياباني، شارك في دورة الألعاب الاولمبية الصيفية عام 1996 في أتلانتا، جورجيا، الولايات المتحدة الأمريكية.

## روابط خارجية
1. ↑  "معلومات عن هيديتو سوزوكي على موقع sports-reference.com". sports-reference.com. مؤرشف من الأصل في 2017-07-21.
2. ↑  "معلومات عن هيديتو سوزوكي على موقع transfermarkt.com". transfermarkt.com. مؤرشف من الأصل في 2020-03-31.
3. ↑  "معلومات عن هيديتو سوزوكي على موقع data.j-league.or.jp". data.j-league.or.jp. مؤرشف من الأصل في 2018-08-04.

- FIFA Statistics
- هيديتو سوزوكي على موقع الاتحاد الدولي (مؤرشف)  (الإنجليزية)
- هيديتو سوزوكي على موقع رابطة كرة القدم اليابانية للمحترفين (اليابانية)
- هيديتو سوزوكي على موقع قاعدة بيانات كرة القدم.إي يو (الإنجليزية)
- هيديتو سوزوكي على موقع ناشيونال فوتبول تيمز (الإنجليزية)
- هيديتو سوزوكي على موقع Soccerway.com (الإنجليزية)
- هيديتو سوزوكي على موقع عالم كرة القدم.نت (الإنجليزية)
- هيديتو سوزوكي على موقع أوليمبيديا (الإنجليزية)